# Подольск (Омская область)
Подо́льск — деревня в Горьковском районе Омской области. Входит в состав Рощинского сельского поселения.

## История
Основана в 1922 году. В 1928 году хутор Подольский состоял из 10 хозяйств, основное население — украинцы. В административном отношении находился в составе Рощинского сельсовета Иконниковского района Омского округа Сибирского края.

## Население
| 2002 | 2010 | 2021 |
| ---- | ---- | ---- |
| 297  | ↘157 | ↘85  |

## Улицы
- ул. Лесная,
- ул. Моторостроительная,
- ул. Новая,
- ул. Рабочая,
- ул. Центральная.